# Oscil·lador
Un  oscil·lador  és un sistema capaç de crear pertorbacions o canvis periòdics o quasi-periòdics en un medi, ja sigui un medi material (so) o un camp electromagnètic: (ones de ràdio, microones, infraroig, llum visible, raigs X, raigs gamma, raigs còsmics).
A electrònica un oscil·lador és un circuit que és capaç de convertir un corrent continu en un corrent que varia de forma periòdica en el temps (corrent periòdic); aquestes oscil·lacions poden ser sinusoidals, quadrades, triangulars, etc., depenent de la forma que tingui l'ona produïda. Un oscil·lador d'ona quadrada se sol denominar multivibrador i de fet, només s'anomenen oscil·ladors  els que funcionen segons el principi d'oscil·lació natural que formats per una bobina L (inductància) i un condensador C (capacitància), mentre que els altres se'ls assignen noms especials.
Un oscil·lador electrònic és fonamentalment un amplificador el senyal d'entrada es pren de la seva pròpia sortida a través d'un circuit de realimentació. Es pot considerar que està compost per:
- Un circuit el desfasament que depèn de la freqüència. Per exemple:
  - Oscil·lador elèctric (LC) o electromecànic (quars).
  - Retard de fase RC o pont de Wien.

- Un element amplificador
- Un circuit de realimentació.

## Oscil·lació elèctrica

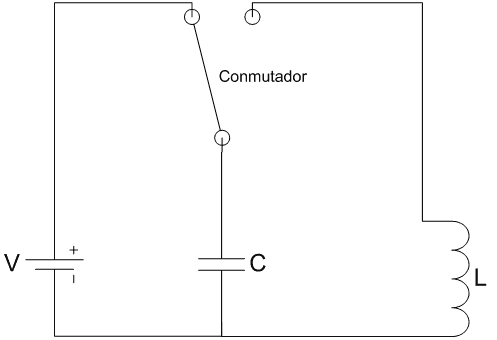
Oscil·lador LC

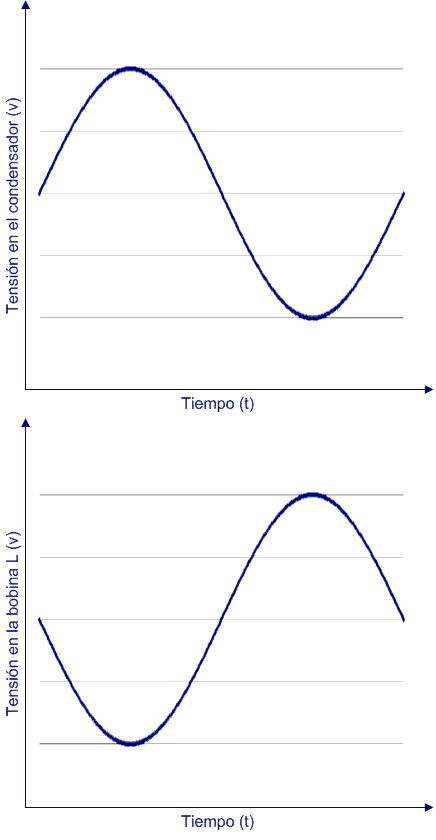
Corbes de l'oscil·lador LC

Tot i no ser un oscil·lador electrònic tal com s'ha definit abans, la primera oscil·lació a tenir en compte és la produïda per un alternador, el qual, en estar compost per una espira que gira al voltant del seu eix longitudinal a l'interior d'un camp magnètic, produeix un corrent elèctric induït en els terminals de l'espiral. Aquest corrent elèctric, si el camp magnètic és homogeni, té forma sinusoidal. Així, si l'espira gira a 3000 rpm, la freqüència del corrent altern induït és de 50 Hz.
El circuit integrat oscil·lador més usat per principiants, és el NE555, també el 4069 i d'altres.
En un oscil·lador electrònic el que es pretén és obtenir un sistema d'oscil·lació que sigui estable i diari, mantenint una freqüència i una forma d'ona constant. Per a això s'aprofita el procés natural d'oscil·lació esmorteïda que posseeixen els circuits compostos per elements capacitius o inductius. Aquests elements tenen la capacitat d'emmagatzemar càrrega elèctrica en el seu interior (carregar elèctricament) i descarregar quan la càrrega que els alimentava ha desaparegut.
L'exemple més simple d'oscil·lador és el compost per una bobina, un condensador, una bateria i un commutador. Inicialment el commutador es troba en la seva posició esquerra, de manera que el condensador C es carrega amb el corrent que proporciona la bateria V. Transcorregut un cert temps el commutador es passa a la posició dreta. Com que la bobina no té cap càrrega i el condensador està totalment carregat, aquest últim es descarrega completament cap a la bobina, una vegada que el condensador s'ha descarregat completament és ara la bobina la que es descarrega sobre el condensador, no aturant-se fins que la càrrega a la bobina és zero i el condensador per tant torna a estar carregat. Aquest procés es repeteix fins que l'energia emmagatzemada per un i altre es consumeix en forma de calor.
Aquest procés pot representar gràficament emprant un eix cartesià XY en què l'eix X representa el temps i l'eix I el valor del corrent elèctric que circula per la bobina i les tensions en els borns del condensador. Si s'ho dibuixa es pot apreciar com es produeix un continu intercanvi d'energia entre el condensador i la bobina. La sostracció d'energia produïda per la resistència de la bobina i el condensador (el que provoca l'escalfament dels components) és el que fa que aquest procés no sigui infinit.
En la gràfica es pot apreciar com el defase de tensions que hi ha entre borns de la bobina és sempre de sentit oposat a l'existent en el condensador. Aquest defase és de 180° entre tensions, existint un defase de 90° entre el corrent que circula per la bobina i la tensió existent.
Aquest senyal es va esmorteint amb el temps, fins que acaba extingint transcorregut un període bastant curt. Un circuit electrònic que sigui capaç de tornar a carregar elèctricament un dels components permetrà fer un procés d'oscil·lació constant.